# Rupi Kaur
Rupi Kaur (* 4. října 1992) je indicko-kanadská básnířka, spisovatelka, ilustrátorka a umělkyně. V roce 2014 vydala sbírku básní a prózy Milk and Honey (Mléko a med). V roce 2017 vyšla její druhá kniha The Sun and Her Flowers (Květy slunce) a roku 2020 třetí s názvem Home Body.

## Život
Kaur se narodila v indickém Paňdžábu. Ve čtyřech letech emigrovala s rodiči do Kanady. Inspirací jí byla její matka, která jí říkávala, aby kreslila a malovala, zvláště v době, kdy ještě neuměla anglicky a nemohla mluvit s ostatními dětmi ve škole. Zpočátku zkoušela psát básně a vzkazy pro své přátele zejména na střední škole. Studovala rétoriku a odborné psaní na Univerzitě ve Waterloo v Ontariu.
V současnosti Rupi Kaur žije v Torontu v Ontariu.

## Kariéra
Během střední školy začala psát nejprve anonymně, zejména písně. V roce 2013 začala sdílet své dílo pod vlastním jménem na sociální sítí Tumblr. V roce 2014 se začala věnovat psaní naplno a své příspěvky sdílela na Instagramu, ke kterým přidávala i své ilustrace. Veškeré její básně a prózy jsou psány malými písmeny bez interpunkce. Její dílo, jak sama autorka přiznává, odráží její názor na okolní svět. Její dílo se skládá z kratších básní a hlavním tématem v její tvorbě je zneužívání, ženskost, láska, zlomyslnost, ale také odpuštění.

## Publikace
Rupi Kaur vydala svou první knihu 4. listopadu 2014 pod názvem Milk and Honey (Mléko a med). Je to sbírka básní, próz a ručně kreslených ilustrací. Kniha je rozdělena do čtyř kapitol: Zraňována, Milující, Opuštěná a Odpouštějící. Prodej této knihy předčil 2,5 miliónu výtisků a byla na seznamu New York Times Best Seller více než 77 týdnů.
Její druhá kniha The Sun and Her Flowers (Květy slunce) byla vydána 3. října 2017. V této knize se Rupi Kaur zabývá tématy ženskosti, vlastním traumatem, uzdravením, migrací a revolucí. 17. listopadu 2020 vyšla její třetí kniha básní Home Body, což je intimní pozvánka do básnířčina nitra.

## Česká vydání
- Mléko a med, Praha: Dobrovský 2017, přeložil Petr Teichman.
- Květy slunce, Praha: Dobrovský 2019, přeložil Petr Teichman.
- Home Body: Mé tělo, můj chrám, Praha: Dobrovský 2021, přeložil Petr Teichman.